# Đền thờ Vua Đinh Tiên Hoàng

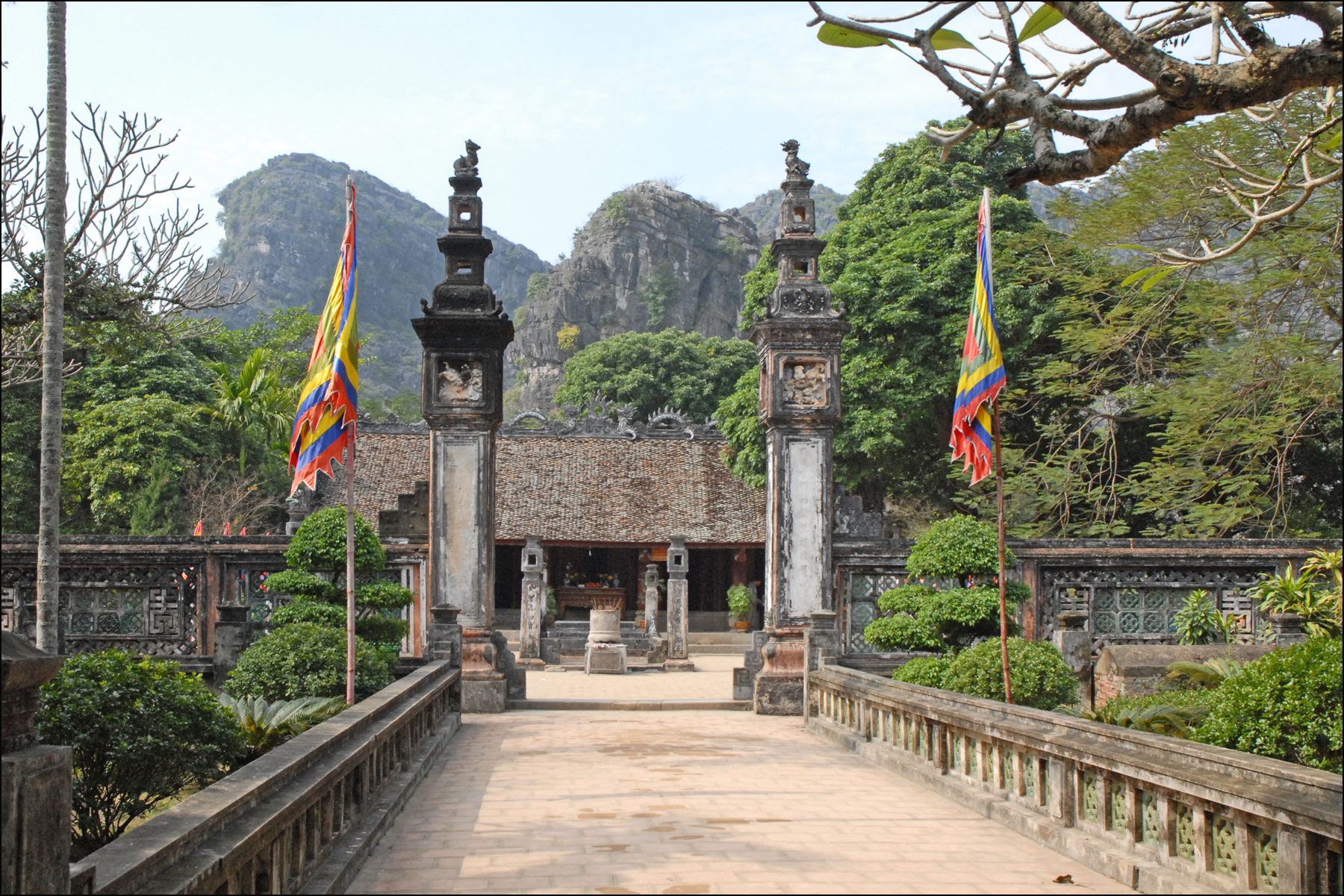
Đền Vua Đinh nhìn từ cổng đền

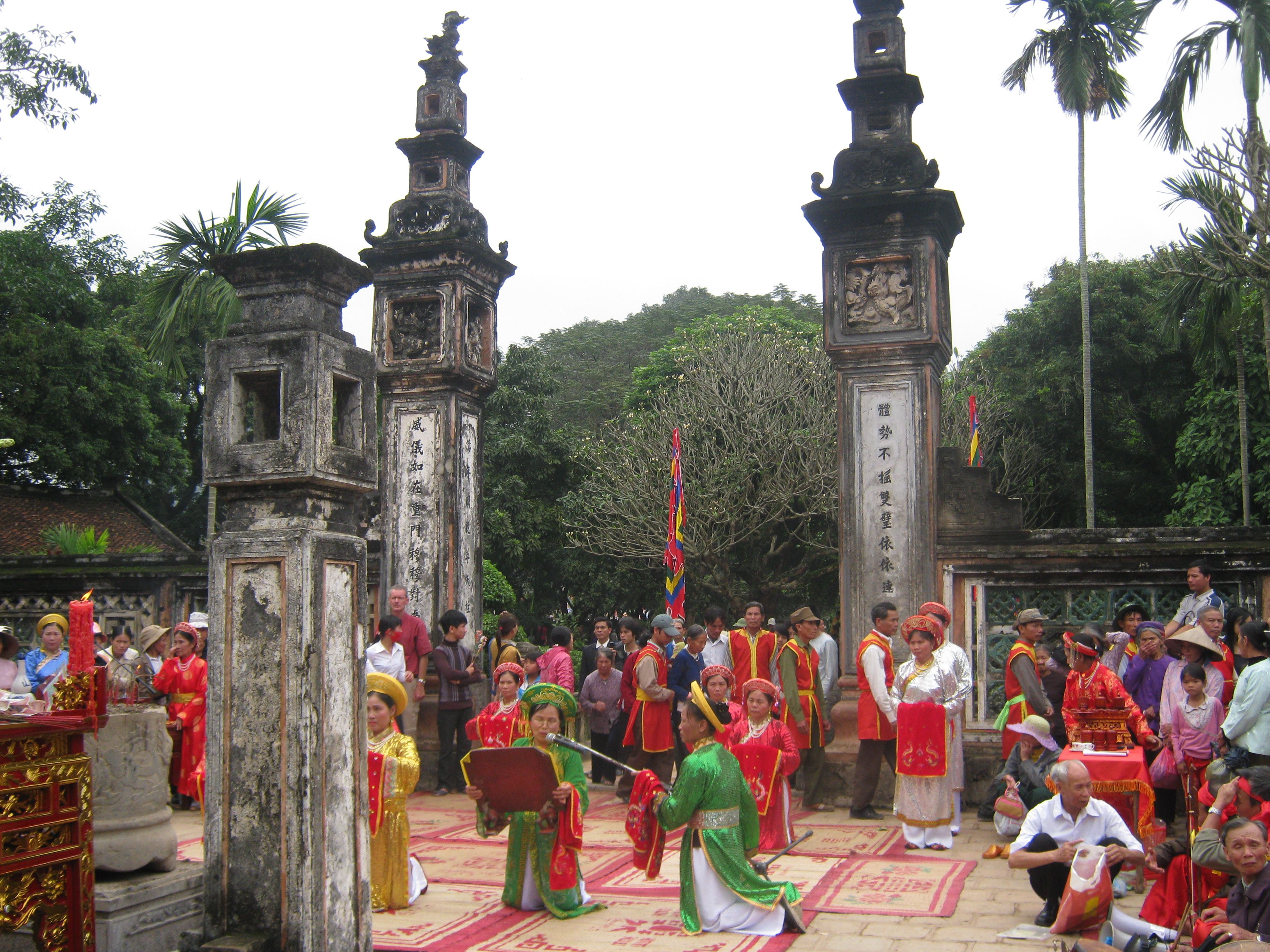
Tế hội đền Vua Đinh

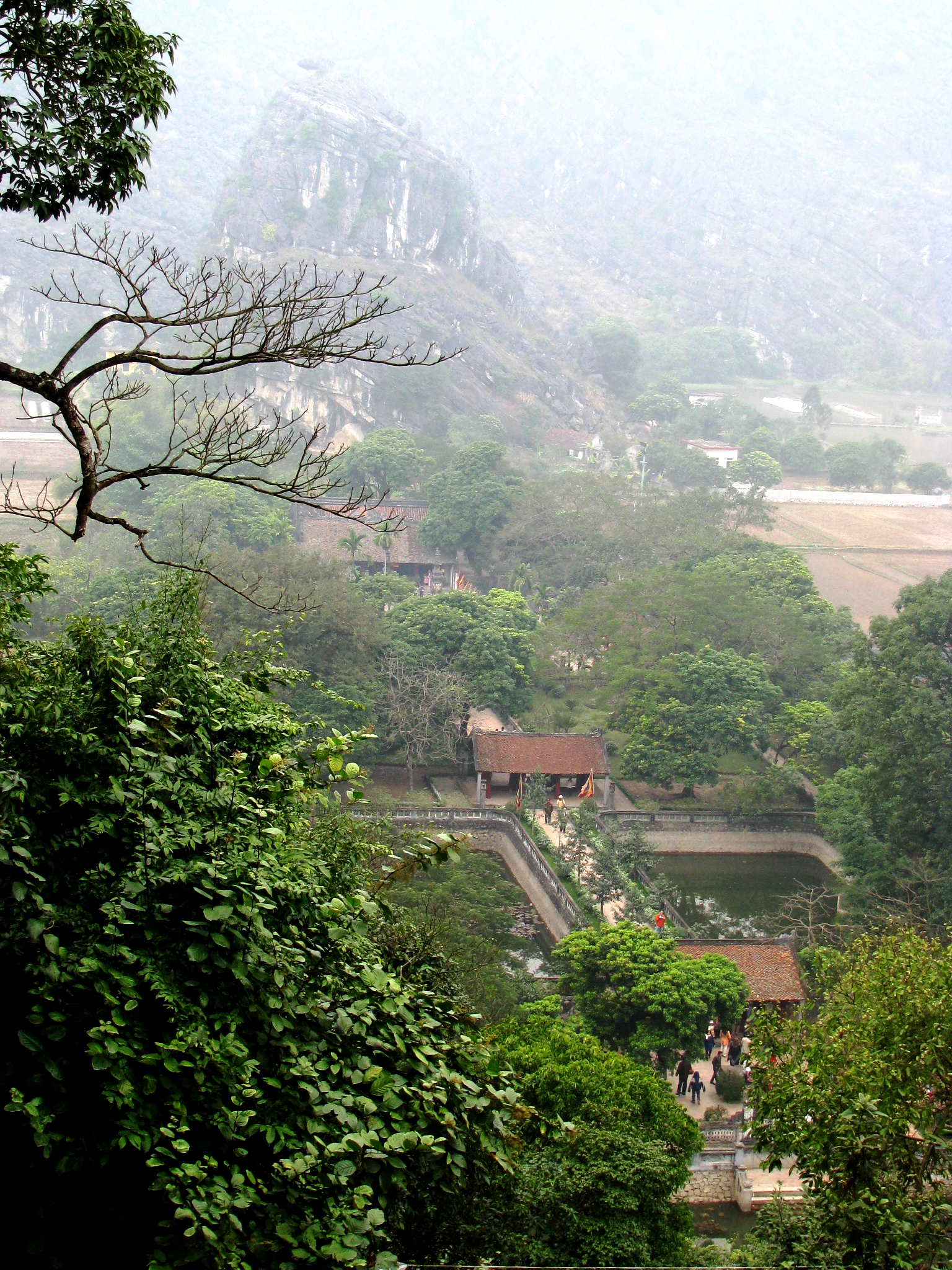
Đền Vua Đinh nhìn từ Mã Yên Sơn

Đền thờ Đinh Tiên Hoàng là một di tích quan trọng thuộc vùng bảo vệ đặc biệt của quần thể di sản cố đô Hoa Lư. Đền toạ lạc ở xã Trường Yên, thành phố Hoa Lư, tỉnh Ninh Bình, Việt Nam.
Vị trí của đền thuộc trung tâm thành Đông của kinh đô Hoa Lư xưa. Đây là nơi duy nhất ở Việt Nam thờ đồng thời Vua Đinh Tiên Hoàng, cha mẹ ông cùng các con trai và có bài vị thờ các tướng triều Đinh. Đền Vua Đinh cùng với đền Vua Lê được xếp hạng "Top 100 công trình 100 tuổi nổi tiếng ở Việt Nam". Cũng như các di tích khác thuộc cố đô Hoa Lư, đền Vua Đinh nằm trong quần thể di sản thế giới Tràng An đã được UNESCO công nhận năm 2014.

## Kiến trúc
Đền Vua Đinh được xây dựng theo kiểu nội công ngoại quốc,, trục chính đạo hướng đông. Trước mặt đền là núi Mã Yên có hình dáng giống cái yên ngựa, trên núi có lăng mộ vua Đinh Tiên Hoàng. Đền vua Đinh được xây dựng trên nền cung điện kinh đô Hoa Lư xưa. Xung quanh khu vực này, các nhà khảo cổ đã đào được một mảng sân gạch có họa tiết hoa sen và đôi phượng vờn nhau. Trên mặt gạch có dòng chữ "Đại Việt Quốc quân thành chuyên" và "Giang tây quân"; chứng tỏ đây là những viên gạch thời Đinh - Lê.

### Khuôn viên
Đền vua Đinh được xây dựng theo kiểu đăng đối trên trục thần đạo. Bắt đầu từ hồ bán nguyệt và kết thúc ở Chính cung. Hồ bán nguyệt là một hồ nước xây dựng theo kiểu kiến trúc cung đình xưa. Trong hồ thả hoa súng. Sau Minh Đường - Hồ Bán Nguyệt là bức bình phong. Theo thuật phong thủy, bình phong để án ngữ gió độc. Ở giữa bình phong là bông gió với họa tiết kiểu hoa cúc, ý nói lên sự trường tồn. Ngọ môn quan là cổng ngoài dẫn vào đền. Trên vòm cửa cong là hai con lân vờn mây. Phía trên cổng là hai tầng mái che với tám dao mái cong vút. Cổng ngoài có ba gian lợp ngói, mặt trong cổng ghi bốn chữ "Tiền triều phụng khuyết". Toà thứ hai là Nghi môn (cổng trong) với 3 gian dựng bằng gỗ lim kiến trúc theo 3 hàng chân cột. Qua nghi môn ngoại, dọc theo đường thần đạo đến Nghi môn nội. Các họa tiết trang trí của nghi môn nội giống như nghi môn ngoại, ngay cả kiến trúc có ba hành cột cũng giống nhau. Đền thờ có hai lớp cửa vào đền cũng tương tự như hai vòng thành Hoa Lư xưa. Đi hết chính đạo, qua hai trụ cột lớn là đến sân rồng. Giữa sân rồng có một long sàng bằng đá chung quanh chạm nổi. Hai bên sập rồng có hai con nghê đá chầu, được tạc trên hai tảng đá xanh nguyên khối. Tiến dần vào trong, ở giữa có long sàng bằng đá. Cạnh hông của sập đá tạc đầu rồng. Bề mặt của sập rồng được tạc nổi hình con rồng với dáng vẻ khỏe mạnh và uy dũng. Hai bên long sàng là tượng hai con nghê chầu bằng đá xanh thưộc thế kỷ 17. Long sàng tượng trưng cho bệ rồng nên được điêu khắc với họa tiết rất đẹp. Hai tay vịn của long sàng là hai con rồng đang uốn mình trên tầng mây cao. Dáng rồng rất thanh cao với đầu ngẩng cao để bờm bay phất phới, râu dài thả rủ về phía trước. Xung quanh long sàng có cắm cờ tượng trưng cho các đạo quân, có nghê chầu, có ngựa trắng... Long sàng trước Nghi môn ngoại và trước Bái đường Đền thờ Vua Đinh Tiên Hoàng đã được thủ tướng chính phủ công nhận là Bảo vật quốc gia Việt Nam.

### Nơi thờ Chính
Từ sân rồng bước lên là Bái đường 5 gian, kiến trúc độc đáo. Phía sau long sàng là điện thờ Vua Đinh Tiên Hoàng. Cấu trúc điện có hai phần: Bái đường và chính cung. Tòa bái đường để bàn thờ cộng đồng. Trên bàn thờ là nhang án được chạm trổ rất đẹp, thuộc về thế kỷ 17. Tiếp đến là Thiêu hương, kiến trúc theo kiểu ống muống, nơi thờ tứ trụ triều đình nhà Đinh là các quan trung thần: Nguyễn Bặc, Đinh Điền, Trịnh Tú, Lưu Cơ. Đi hết tòa Thiêu hương vào chính cung 5 gian. Ngai thờ Vua Đinh Tiên Hoàng được đặt ở giữa chính cung, trang trí sơn son thếp vàng. Ngai được đặt trên bệ với tượng rồng tạc giống như rồng nơi long sàng. Gian giữa thờ tượng Vua Đinh Tiên Hoàng được đúc bằng đồng đặt trên bệ thờ bằng đá xanh nguyên khối. Hai bên bệ đá có hai con rồng chầu, tạc theo kiểu yên ngựa. Trên bức đại tự có ghi hàng chữ: "Chính thống thủy" với ý nghĩa ca ngợi Đinh Bộ Lĩnh là người mở nền chính thống. Hai bên cột giữa có treo câu đối: "Cồ Việt Quốc đương Tống Khai Bảo – Hoa Lư đô thị Hán Tràng An" (nghĩa là: Nước Đại Cồ Việt sánh ngang với nước Tống - Kinh đô Hoa Lư bề thế như kinh đô Tràng An). Gian bên phải thờ tượng thái tử Hạng Lang và Đinh Toàn đều quay mặt về phía Bắc, là hai con thứ của vua. Gian bên trái thờ tượng Nam Việt Vương Đinh Liễn quay mặt về phía Nam là con trưởng của vua. Đền Đinh Tiên Hoàng là một công trình kiến trúc độc đáo trong nghệ thuật chạm khắc gỗ của các nghệ sĩ dân gian Việt Nam ở thế kỷ 17. Đền Vua Đinh cũng là công trình nghệ thuật đặc sắc với nhiều cổ vật quý hiếm được bảo tồn, như gạch xây cung điện có khắc chữ Đại Việt quốc quân thành chuyên, cột kinh Phật khắc chữ Phạn, các bài bia ký...
Trong đó có một văn bia với bài thơ được trích như sau:
| “               | Chính thống nước ta Xưa Đinh Tiên Hoàng Rồng vàng báo ứng Điềm mở đế vương Hoa Lư dấy nghĩa Bình dẹp sứ quân Hoà bình vừa lập Việc khác chưa thành Triều nghi mới chế Khiển lệnh cờ hồng Quân ngũ liền lệnh Lừng lẫy võ công Bày ra mưu rộng Lưu lại phép vương Giúp cho hậu thế Thông thái vô lường Ơn thấm lòng dân Đời xa chẳng quên.... | ” |
| — Trích văn bia | |   |

## Dấu ấn mỹ thuật
Người cố đô Hoa Lư lập đền thờ Vua Đinh Tiên Hoàng cũng như vẽ tranh thờ Đinh Tiên Hoàng đều theo cách riêng của mình. Điều khác biệt làm nên sự phức tạp đó chính là mối quan hệ giữa dân gian và bác học được dung hợp và nhuần nhuyễn trong văn hóa làng. Một cái nhìn cận cảnh về văn hóa làng qua bia ký ở hai ngôi đền vua Đinh, vua Lê là việc khảo sát các dữ liệu lịch sử, văn hóa, xã hội và tín ngưỡng được ghi lại trên 7 chiếc bia đá còn lại đến nay. Đền Đinh - Lê là một trong những ngôi đền lớn ở Việt Nam còn sót lại. Qua các triều đại, hai ông vua được phong tặng nhiều mỹ hiệu. Trong chiếc bia ở đền vua Đinh nhắc đến việc thờ tự hương hỏa, nhìn vào danh sách công đức người ta hình dung được các vị chức sắc, các gia tộc thời đó. Chiếc bia cuối cùng khắc năm 1843 cũng thấy rất nhiều tên tuổi các cựu lý trưởng, ông cai, ông xã trưởng và các họ tộc. Nhìn vào danh sách các tên tuổi lại thấy những họ Dương, họ Bùi, họ Phạm, họ Nguyễn, họ Ngô... Như thế miếu thờ vua Đinh, vua Lê chưa bao giờ là của riêng một dòng họ Đinh, họ Lê nào cả. Vua Đinh - vua Lê ở đây trở thành một thượng đẳng thần không của riêng một dòng họ nào. Các bia đá ở đền hai vua Đinh - Lê sớm thấy sự xuất hiện tên tuổi, quê quán những người thợ tạc bia.
Những dấu ấn văn hóa Hán - Mãn (Trung Hoa) đến từ một địa khí hậu lạnh-khô bị khúc xạ trong một môi trường nóng-ẩm sau lũy tre làng ở Hoa Lư (Bắc Bộ - Việt Nam). Nếu như rồng hay kỳ lân ở Trung Hoa thường xuất hiện cùng mây, gió thì ở đây, nó đã bị gắn vào môi trường sông nước. Làng nước như ở đồng bằng Bắc Bộ, trước hết là những ngôi làng ven sông, nhìn đâu cũng thấy ao hồ, đầm phá. Địa văn hóa của mảnh đất Hoa Lư vốn càng như vậy. Con rồng phun nước chứa đựng những ước mong "lạy trời mưa xuống" của các cư dân lúa nước. Thế nên cạnh bên những con rồng rất Trung Hoa là những con cá con tôm tung tăng trong các đám mây. Dễ nhận thấy những nét tương đồng, ảnh hưởng của cách tạo hình ở những bức bệ rồng ở các cung điện đền đài Trung Hoa với các sập rồng ở đền vua Đinh. Nhưng cũng chính ở đây người ta dễ dàng nhận thấy những dấu ấn mỹ thuật của văn hóa làng - nước của người Việt. Nhận xét về tính độc đáo của sập rồng ở đền vua Đinh Tiên Hoàng ở Hoa Lư, các nhà nghiên cứu cho rằng sập rồng đặc biệt đẹp sau những cơn giông mùa Hạ. Mặt sập loang loáng nước, như con rồng đang vẫy đạp để bay lên chín tầng mây. Ở Trung Hoa không có cảnh tượng này. Không phải ở Bắc Kinh, Nam Kinh hay Khúc Phủ không có những cơn giông mùa Hạ, mà cốt yếu ở đây là cảm thức địa văn hóa khác nhau. Các bệ rồng Trung Hoa được đặt ở vị trí nghiêng, dốc theo lối đi nên không đọng được nước mưa. Hai sập đá có chạm hình rồng trên mặt sập tạo hình tuy có khác nhau về phong cách tạo hình và niên đại nhưng đều giống nhau trong cách tạo đường diềm bao bốn bên để không cho nước mưa thoát ra nên hễ có mưa là rồng gặp nước... thỏa ước mong vùng vẫy.

## Ảnh

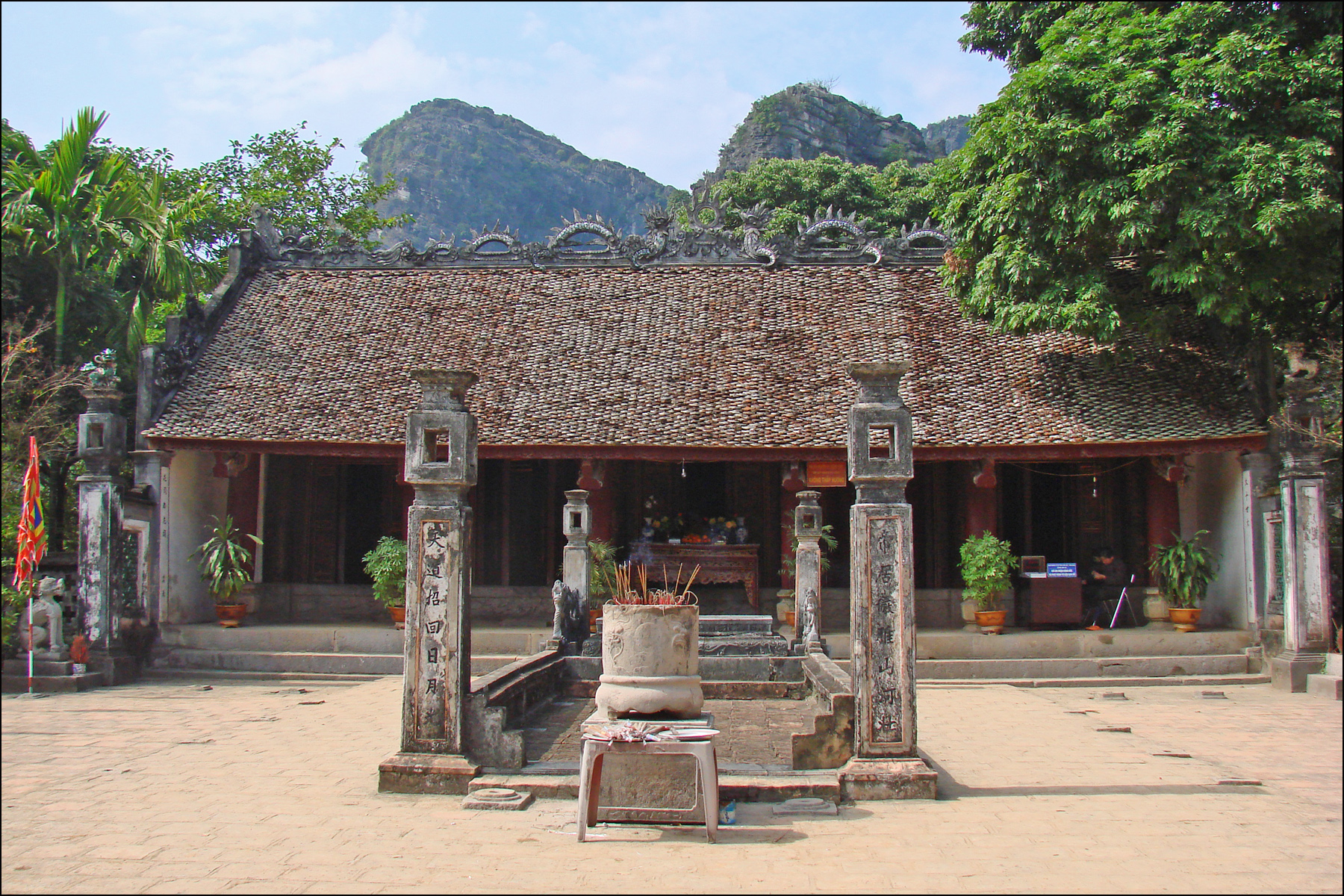
Sân đền Vua Đinh
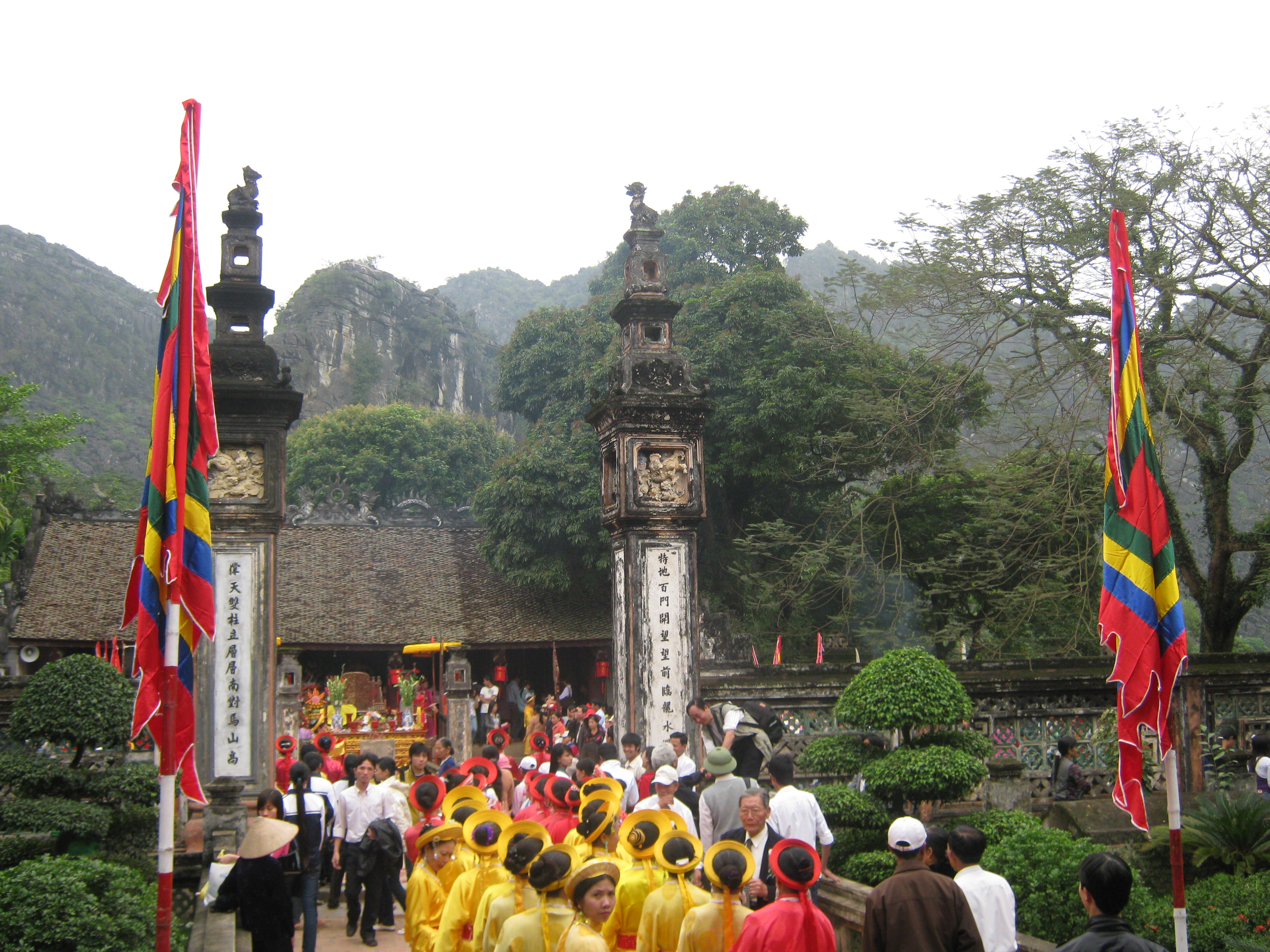
Ngày hội đền Đinh
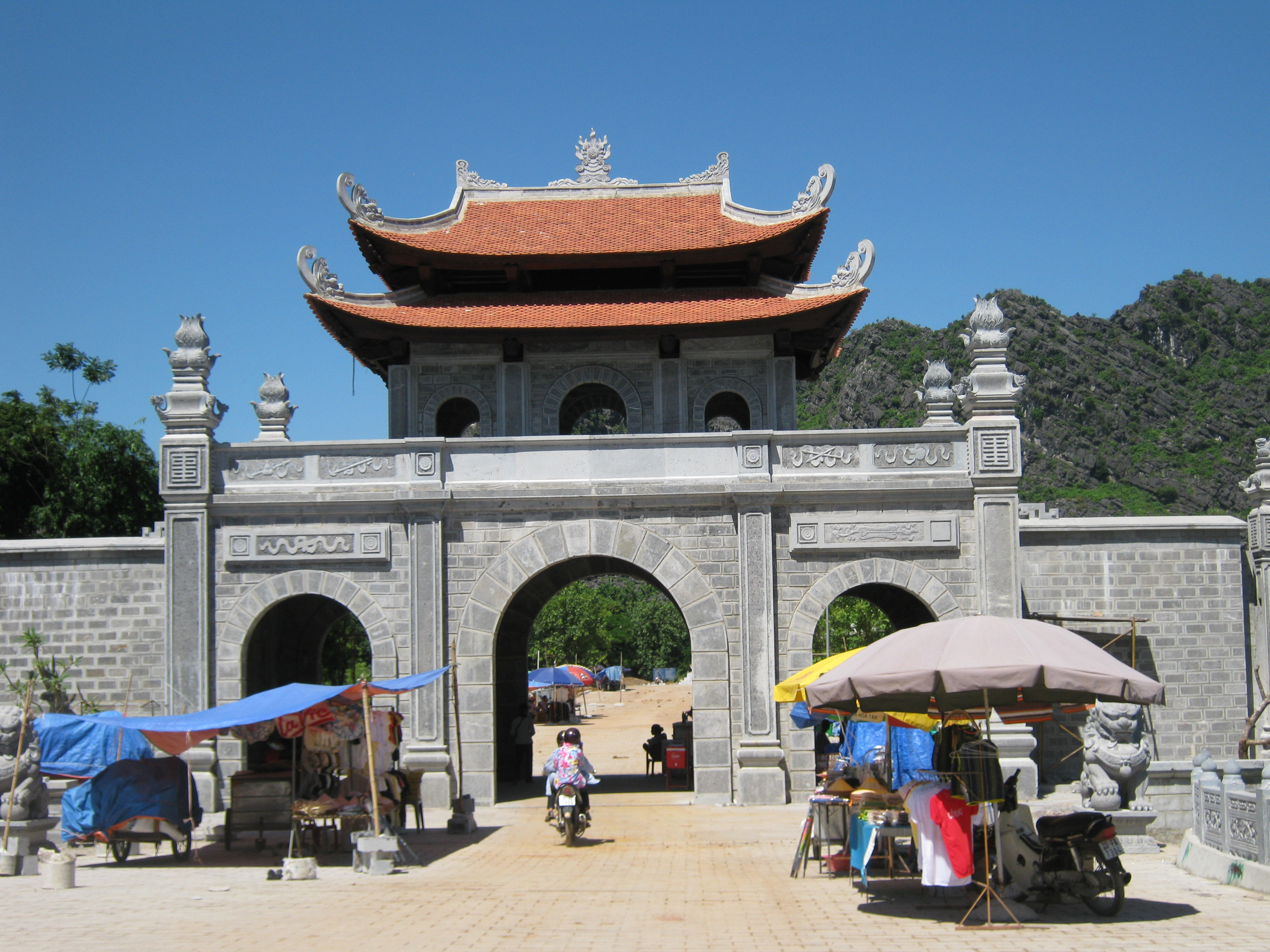
Cửa đông
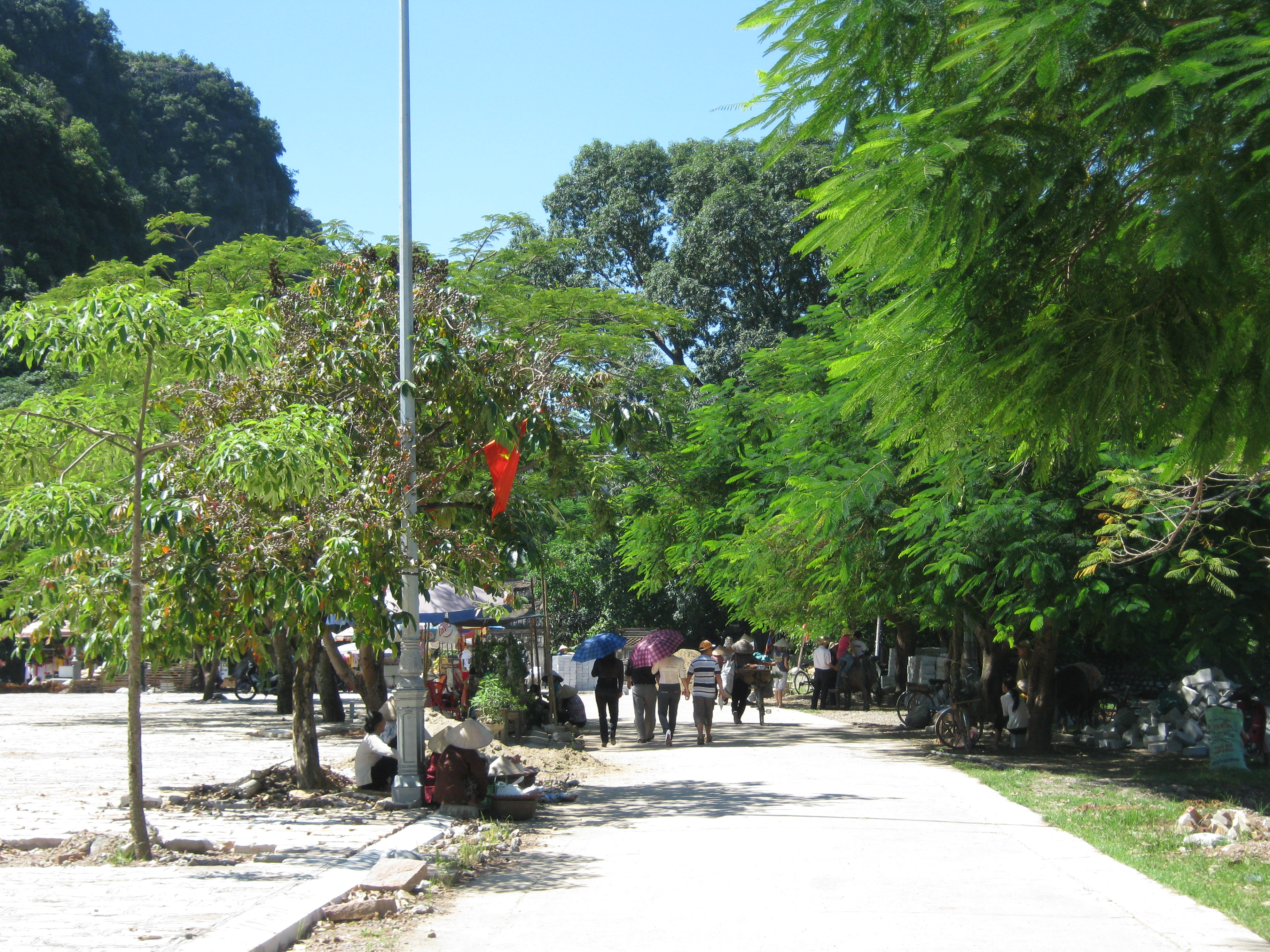
Đường nội bộ
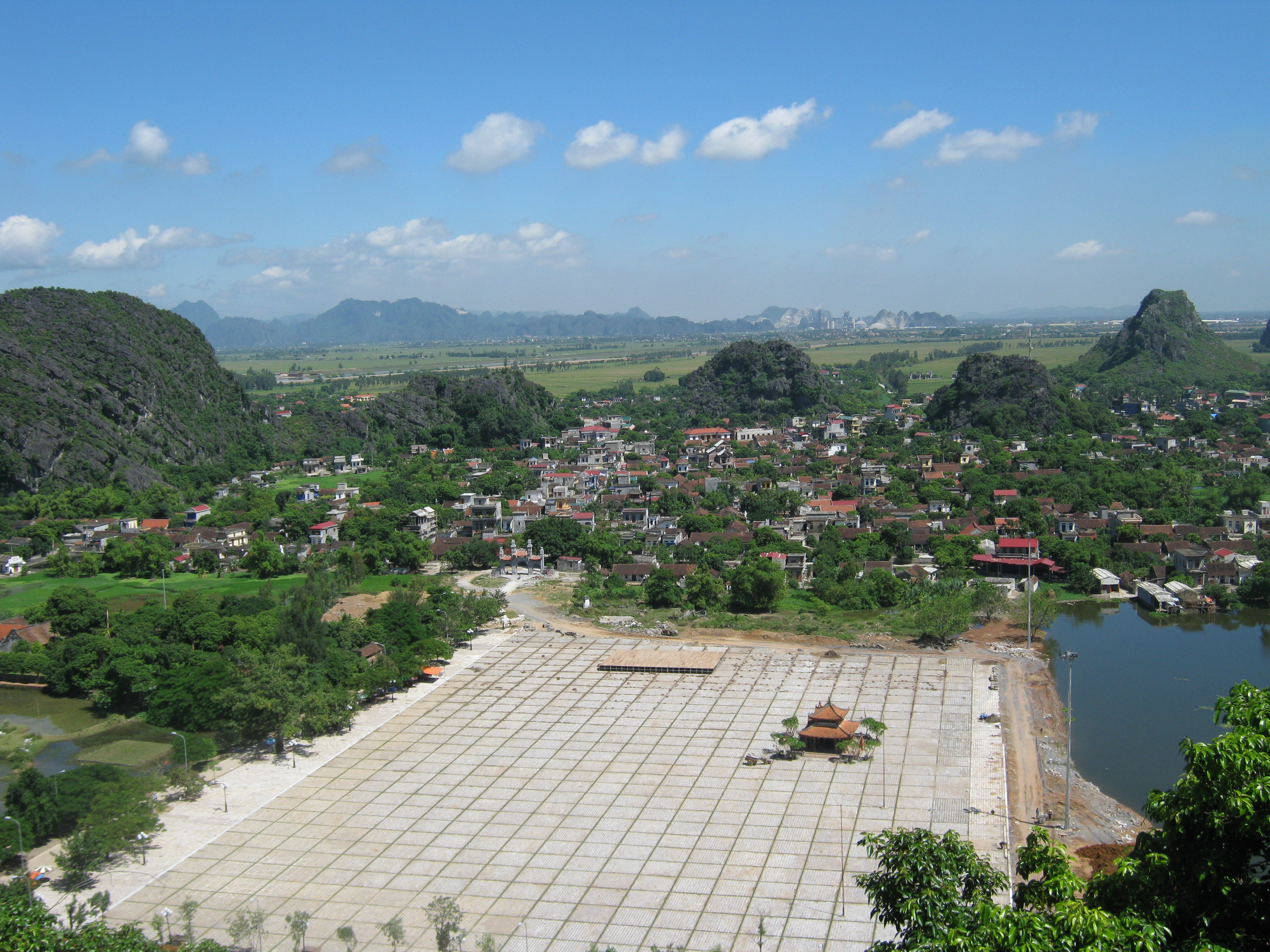
Quảng trường lễ hội
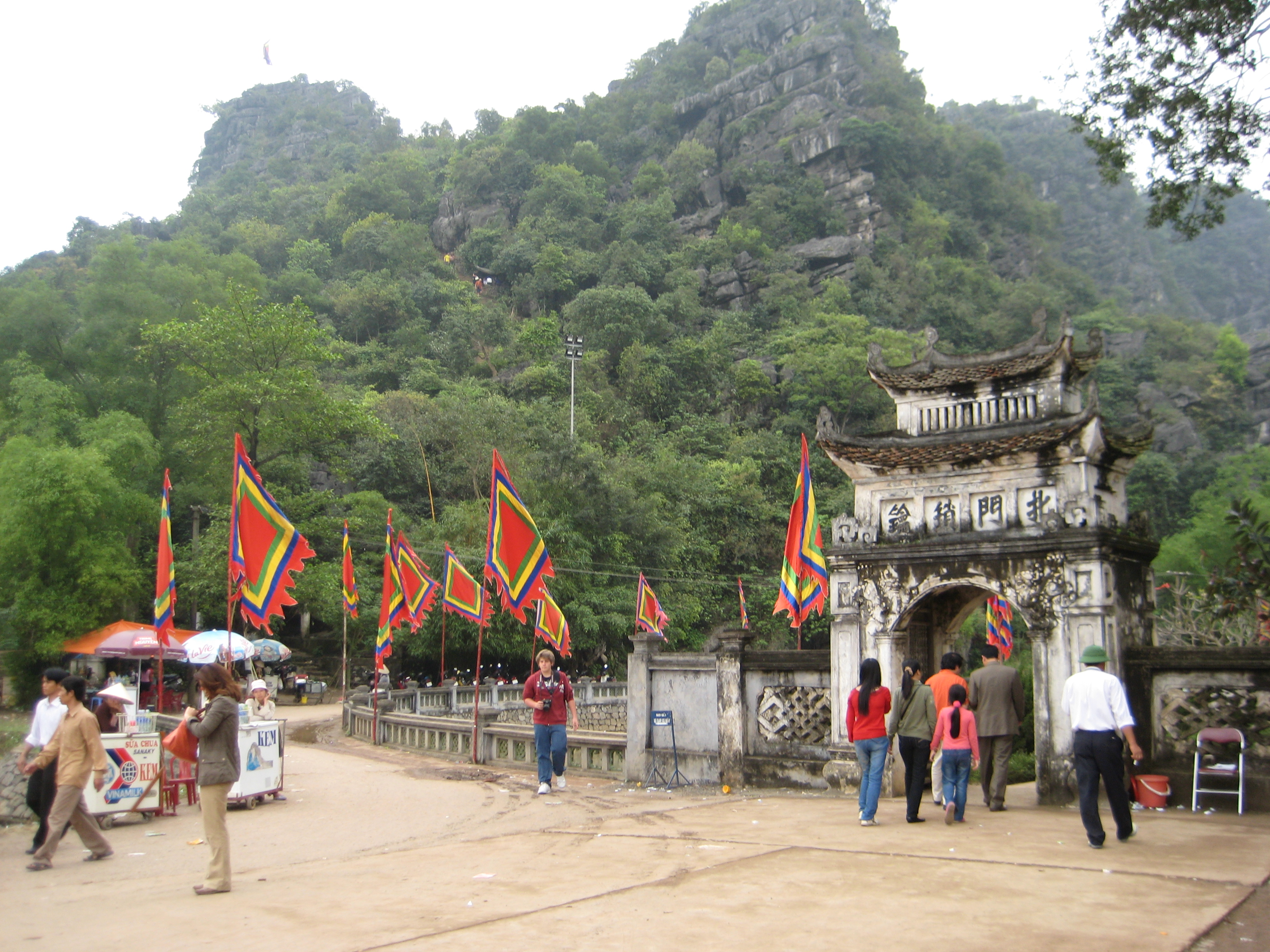
Cổng đền với bốn chữ lớn Bắc Môn Tỏa Thược (Khóa chặt cửa Bắc)
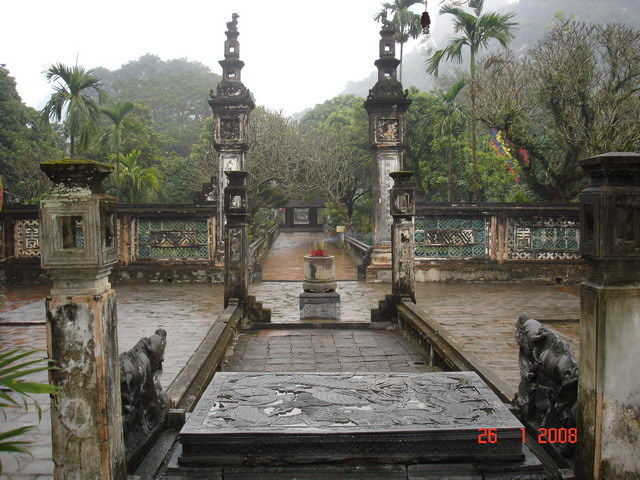
Sân rồng
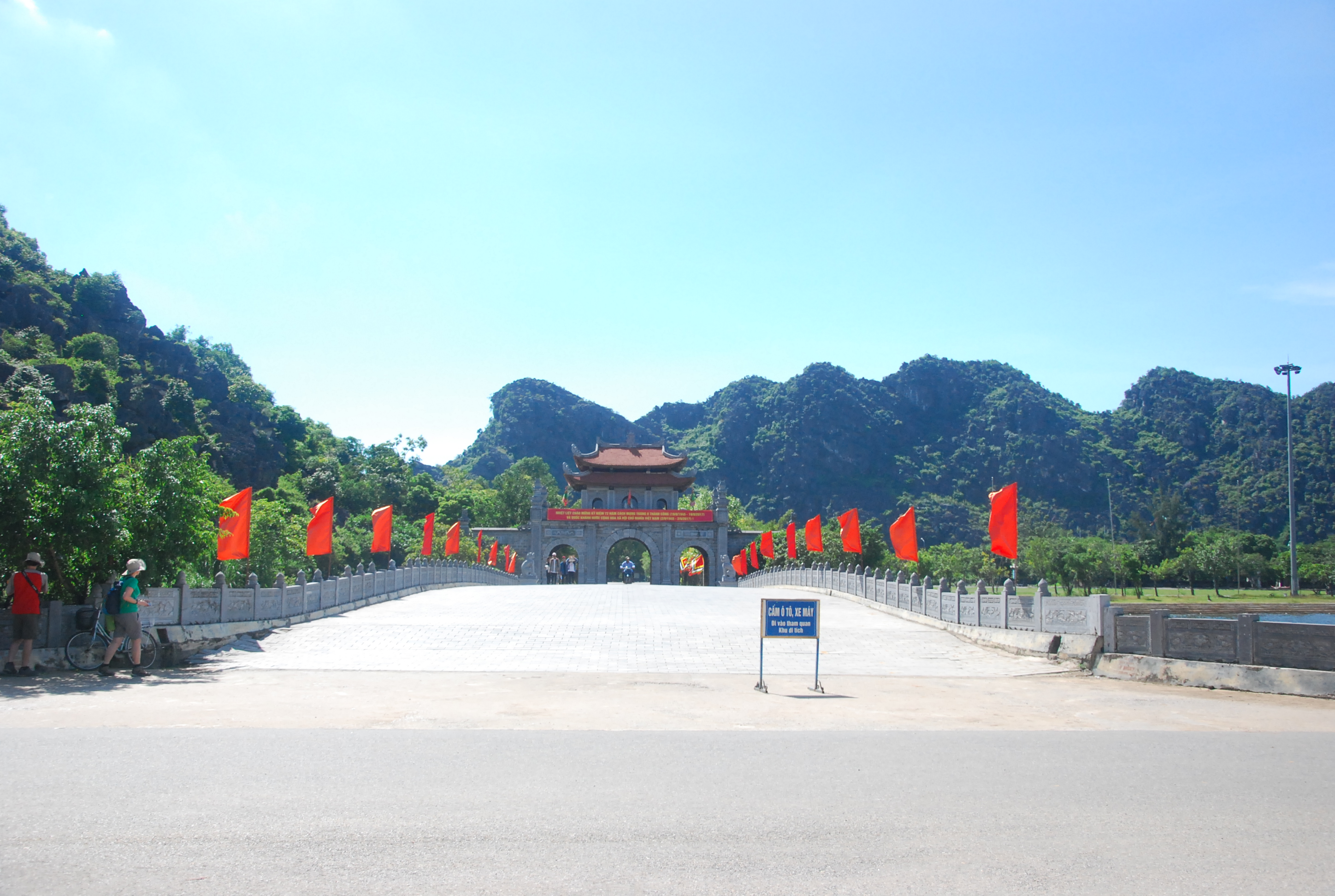
Cầu đá
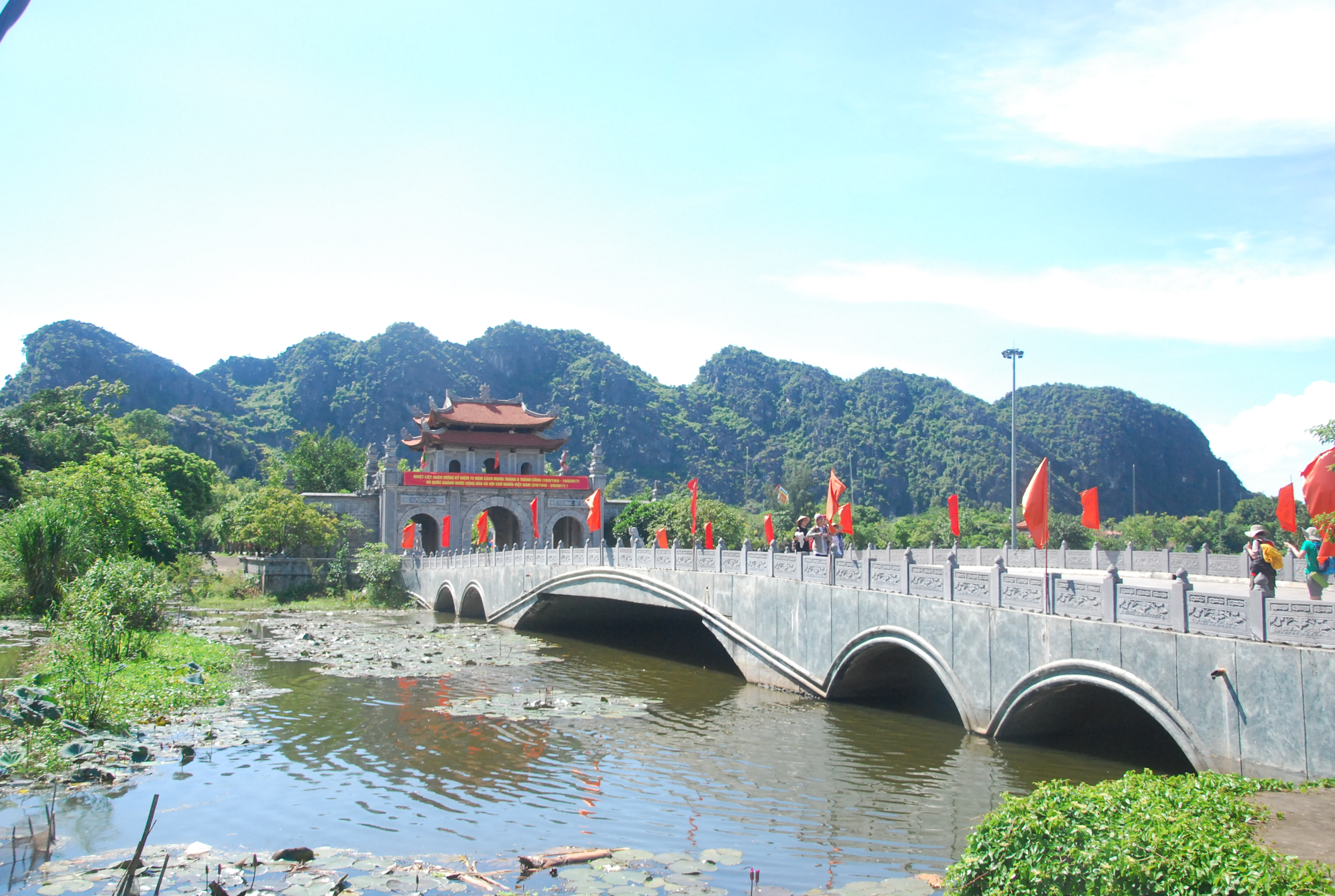
Cầu đá cửa Đông
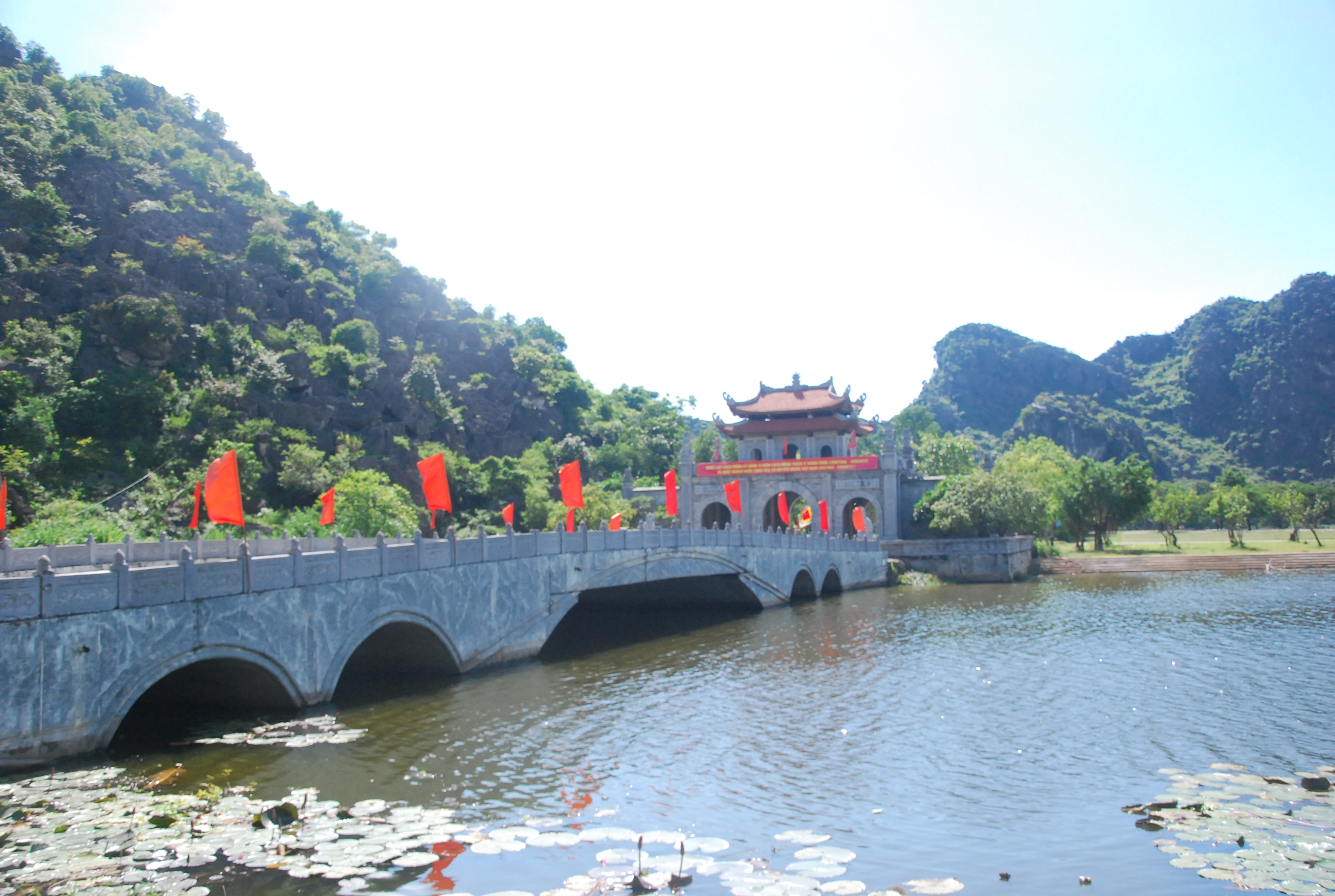
Cầu đá cửa Đông
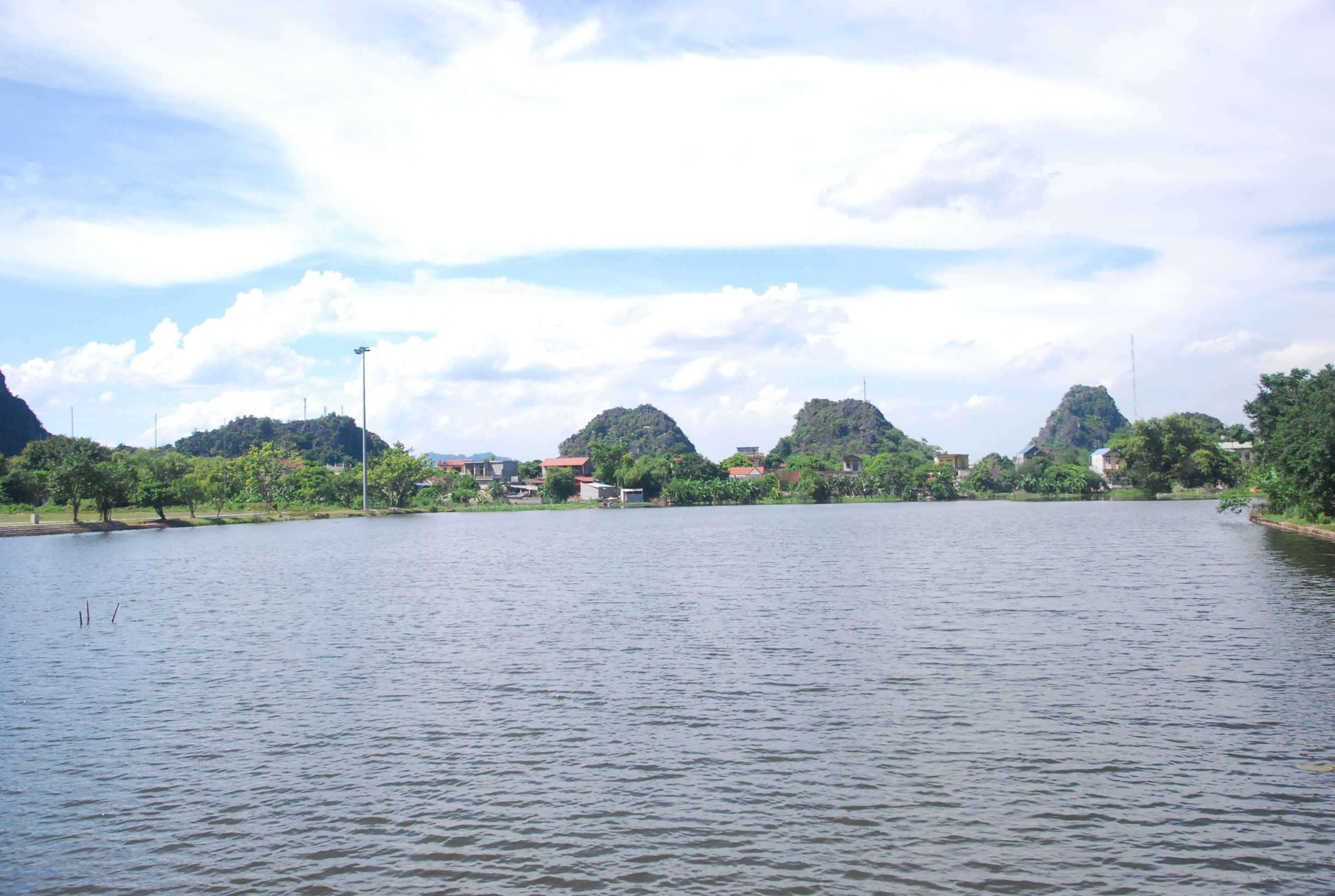
Sông Sào Khê
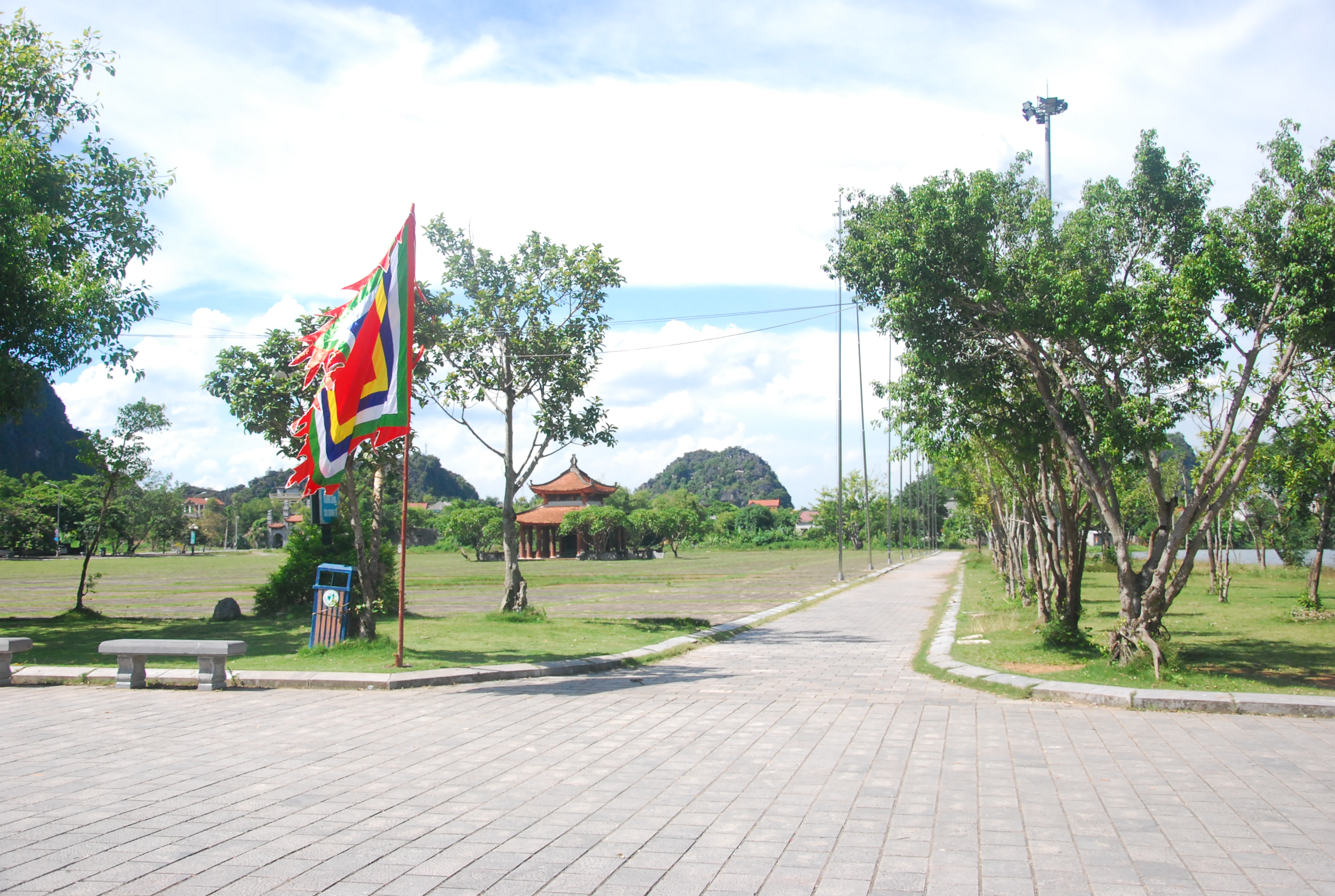
Bia nhà Lý
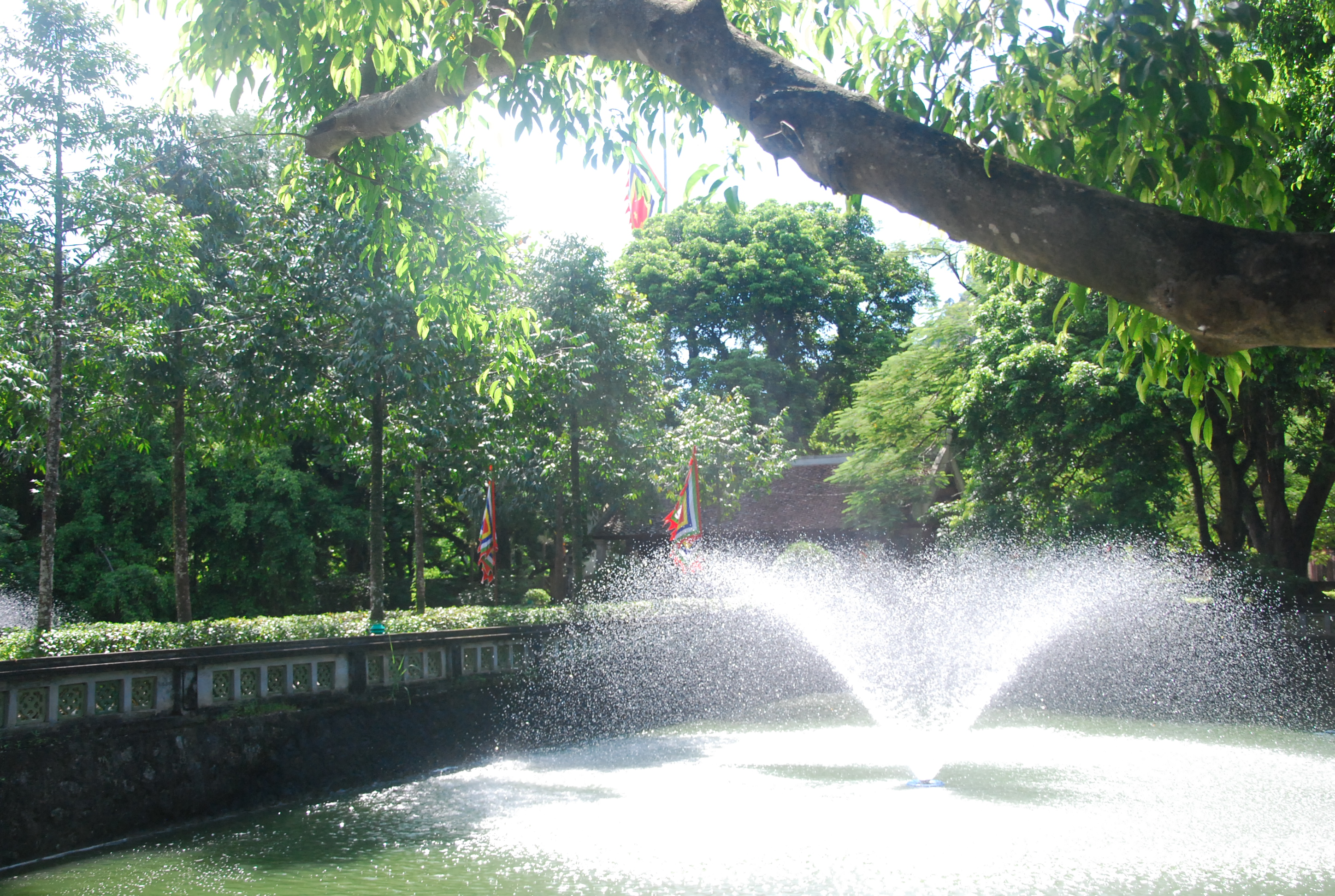
Khuôn viên
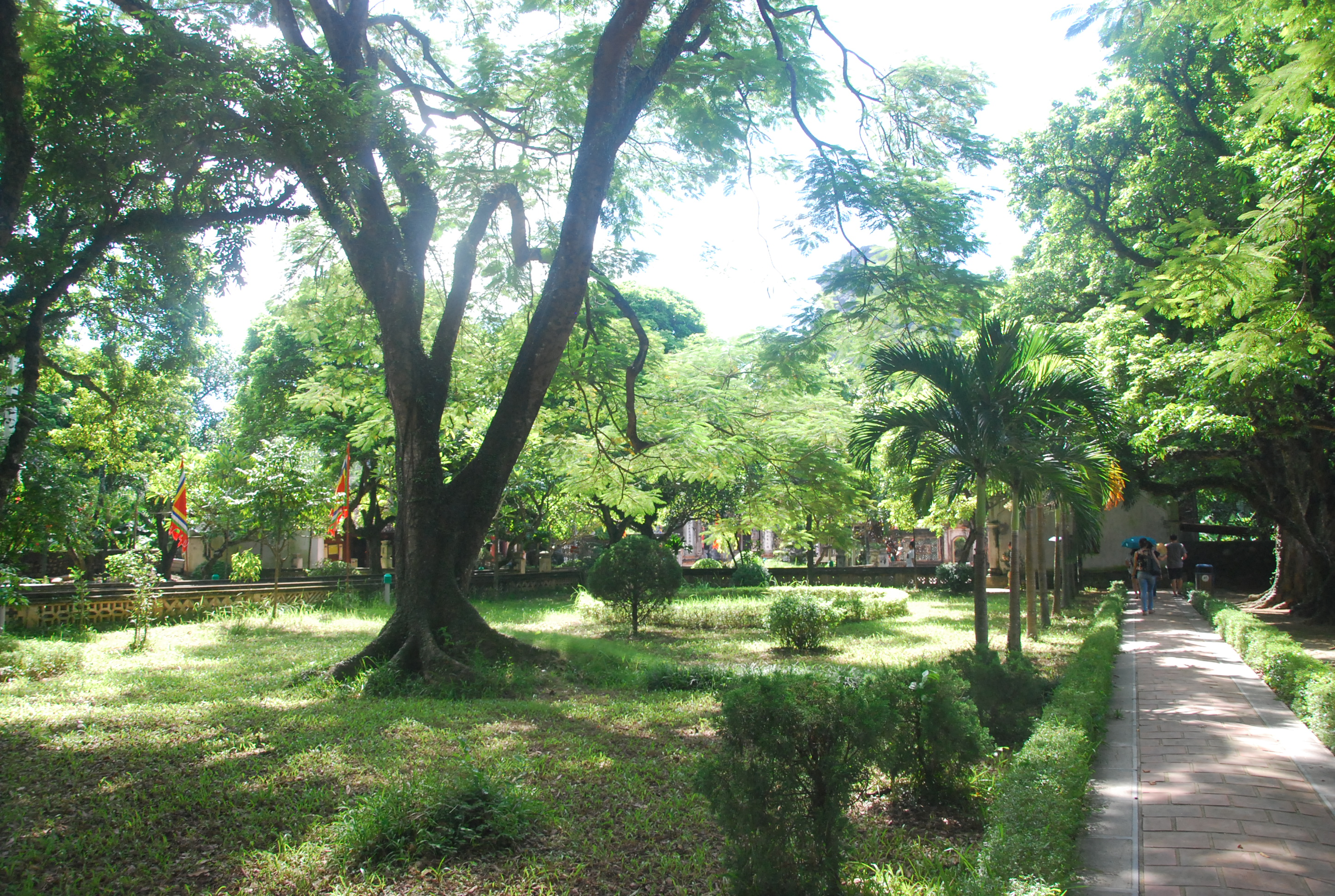
Khuôn viên
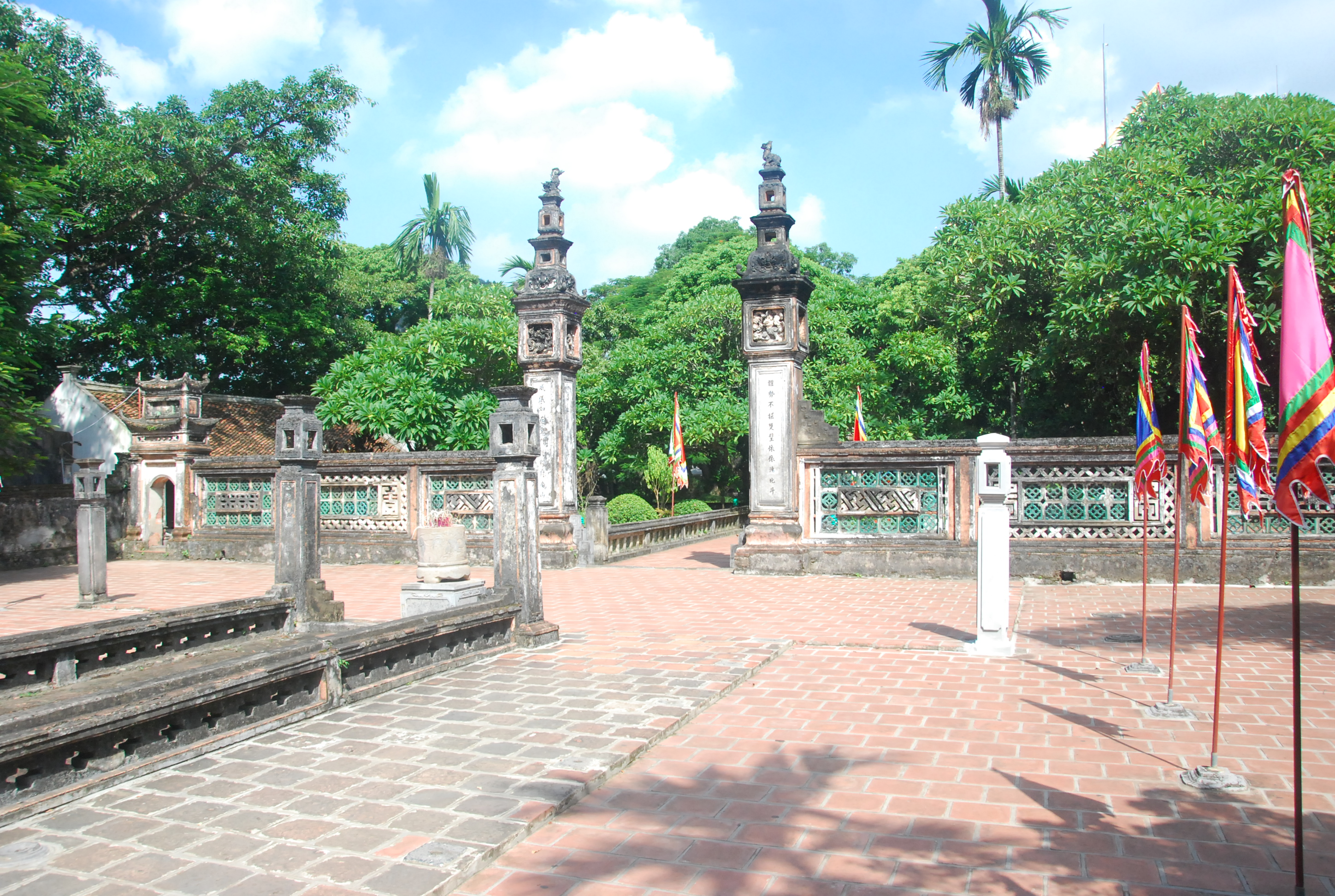
Sân rồng
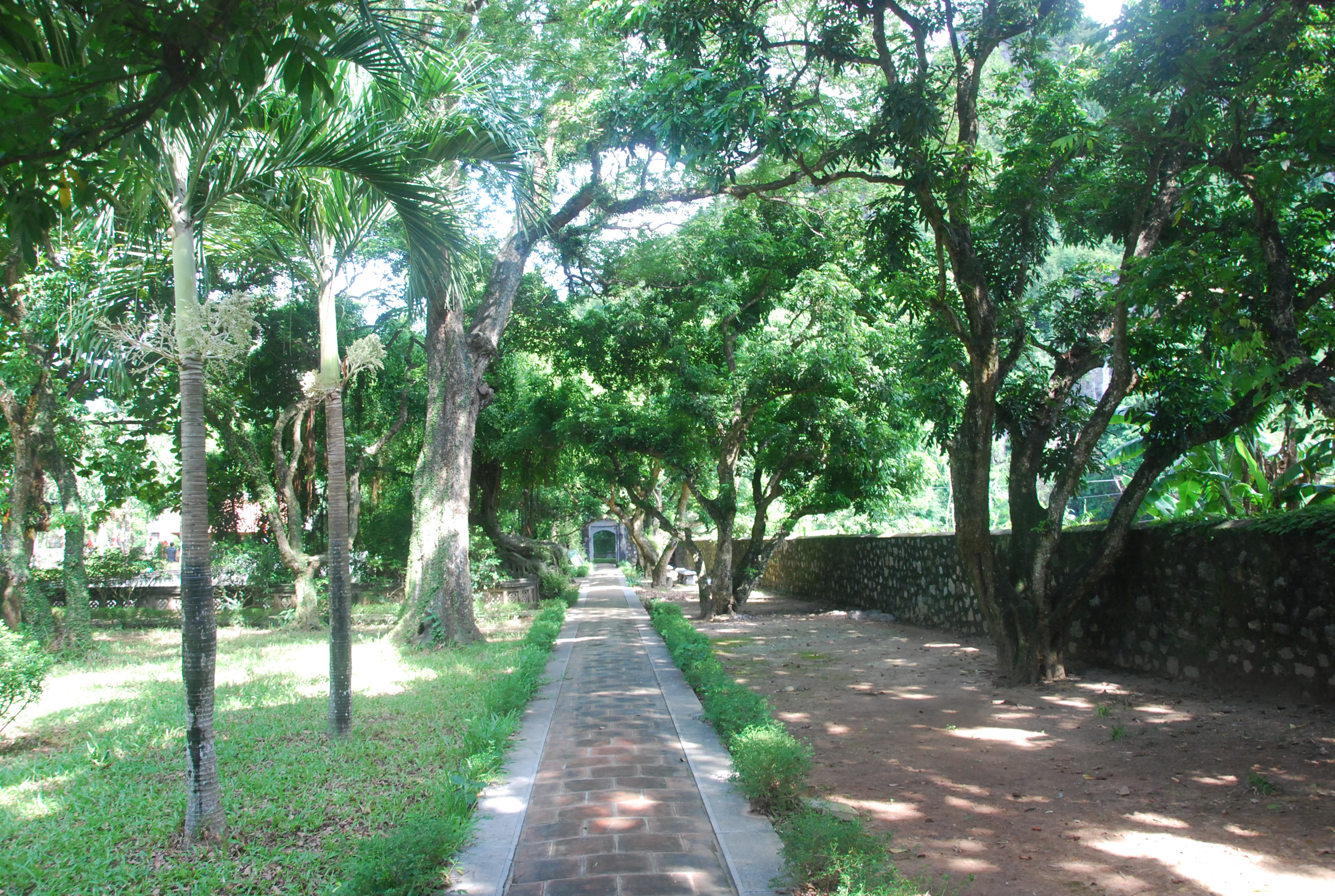
Khuôn viên

## Các đền khác
Các đền thờ Đinh Bộ Lĩnh có thể thấy ở nhiều vùng miền khác nhau, tiêu biểu như ở Ninh Bình tìm thấy 23 nơi thờ, trong đó có đền thờ Đinh Bộ Lĩnh ở xã Gia Phương, đền thung Lau ở động Hoa Lư, chùa Lạc Khoái Gia Viễn; đền Mỹ Hạ xã Gia Thủy, các đình thôn Me, thôn Lược xã Sơn Lai, Nho Quan; đền Đồi Thờ xã Quỳnh Lưu, phủ Đại, đình Yên Thành, đình Yên Trạch ở cố đô Hoa Lư... Nam Định có đền vua Đinh ở xã Yên Thắng, đền Cộng Hòa, đình Cát Đằng và đình Thượng Đồng ở xã Yên Tiến, đình Đằng Động ở xã Yên Hồng, Ý Yên; đình Bườn xã Mỹ Thắng, huyện Mỹ Lộc; đình làng việt cổ Bách Cốc, Vụ Bản; đền vua Đinh ở Giao Thủy... Hà Nam có đền Lăng, đình Yến Thanh Hà (Thanh Liêm); Đình Lạc Nhuế, Miếu Thượng (Đồng Hóa); Miếu Trung ở Văn Xá; đình Phương Khê xã Ngọc Sơn, Kim Bảng; đền Ung Liêm ở Phủ Lý; đình Đôn Lương, phường Yên Bắc, Duy Tiên... Phú Thọ có đình Nông Trang thờ Đinh Bộ Lĩnh; Bắc Kạn có đền Phja Đeng ở Na Rì thờ vua Đinh; Đà Nẵng có đền thờ vua Đinh ở xã Hoà Khương, Hoà Vang; Lạng Sơn có đình Pác Mòng thờ vua Đinh Tiên Hoàng ở thôn Quảng Trung xã Quảng Lạc, thành phố Lạng Sơn; Thanh Hóa có đền vua Đinh ở làng Quan Thành, Triệu Sơn; Đắk Lắk có đình Cao Phong ở Hòa Thắng, Buôn Ma Thuột; Hà Nội có đền Bách Linh ở Ứng Hòa thờ vua Đinh cùng 99 vị thần khác...
Bên cạnh các đền thờ, tượng đài anh hùng Đinh Bộ Lĩnh cũng được xây dựng ở Thành phố Hồ Chí Minh tại một số nơi như suối Tiên và công viên Tao Đàn. Tại trung tâm thành phố Hoa Lư đã xây dựng khu quảng trường Đinh Tiên Hoàng Đế.
Vào dịp lễ hội cố đô Hoa Lư, các đền thờ vua Đinh và các di tích thờ danh nhân thời Đinh trong khu vực đều tham gia lễ rước kiệu và chân nhang các danh nhân về Đền vua Đinh Tiên Hoàng.